# Miglio quadro
Il miglio quadro (il cui simbolo è mi² e che a volte è abbreviato con sq mi) è un'unità di misura di superficie ed è per definizione l'area racchiusa da un quadrato di lato pari ad un 1 miglio. Il miglio quadrato è un'unità del Sistema imperiale britannico e del Sistema consuetudinario statunitense, non fa parte del Sistema internazionale di unità di misura. 
Viene utilizzato solitamente nei paesi anglosassoni per esprimere le estensioni di città, contee, stati, nazioni e, più in generale, di porzioni di territorio.

## Conversioni
- 1 mi² = 4 014 489 600 pollici quadri
- 1 mi² = 27 878 400 piedi quadri
- 1 mi² = 3 097 600 yard quadre
- 1 mi² = 640 acri
- 1 mi² = 258,9988110336 ettari
- 1 mi² = 2 560 rood
- 1 mi² = 25 899 881 103,36 centimetri quadri
- 1 mi² = 2 589 988,110336 metri quadri
- 1 mi² = 2,589988110336 chilometri quadri